# Club Balonmano Calpisa
El Club Balonmano Calpisa fou un equip d'handbol creat a Alacant a la dècada de 1970, partint de l'històric Obras del Puerto, esdevenint un dels equips més importants de la Lliga ASOBAL, la qual guanyà en 4 ocasions consecutives. La seva llavor és actualment el BM Alacant.

## Història
El CD Obras del Puerto nasqué en els primers anys de la dècada de 1950, esdevenint un dels equips fundadors de la Lliga espanyola d'handbol la temporada 1958/59. A principis de la temporada 1973/74 el club passà a denominar-se Calpisa i s'incorporà com a entrenador a Miquel Roca, entrenador fins aleshores de l'històric BM Granollers amb el que havia guanyat 7 Lligues i 2 Copes. La primera Lliga pel Calpisa arriba la temporada 1974/75 i l'equip estigué fins a tres temporades consecutives sense perdre cap partit, guanyant així 4 Lligues consecutives entre 1975 i 1978, així com 3 Copes consecutives entre 1975 i 1977. Això no obstant, a nivell europeu l'equip no tingué el mateix èxit. La temporada 1979/80 l'equip guanyà la Copa del Rei i el seu primer títol internacional, la Recopa d'Europa tot derrotant el poderós VfL Gummersbach alemany a la final.
La temporada 1983/84 l'equip passà a denominar-se Tecnisán, aconseguint un nou títol de Copa l'any 1986 i aconseguint finalitzar la lliga en tercera posició en un parell d'ocasions. Posteriorment, la temporada 1988/89 l'equip passa a denominar-se Helados Alacant fins a la 1992/93 quan, davant la manca de patrocinadors, acceptà l'oferta de l'Ajuntament de Benidorm per passar a denominar-se Balonmano Benidorm i passà a disputar els seus partits en aquesta localitat. La temporada a Benidorm serà l'última de l'equip doncs, malgrat aconseguir mantenir-se en la màxima categoria, davant les mancances econòmiques, l'entitat decidí dissoldre's. Posteriorment, l'any 2000 es fundà el BM Alacant, equip que ha recollit el testimoniatge del mític Club Balonmano Calpisa.

## Palmarès
- 1 Recopa d'Europa: 1980
- 4 Lliga espanyola d'handbol: 1974/75, 1975/76, 1976/77 i 1977/78
- 5 Copa del Rei: 1975, 1976, 1977, 1980 i 1986.